# Dativ
Dativ är i den grammatiska morfologin det kasus som anger att ett ord fungerar som indirekt objekt i en sats. Rikssvenskan saknar dativkasus fast det har funnits i medeltida svenska. Motsvarande konstruktion i svenskan uttrycks ofta av någon av prepositionerna "till", "åt" eller "för" framför huvudordet (som står i grundform eller, om det är personligt pronomen, i objektsform) eller genom ordets placering i satsen, som i följande exempel med verbet "ge": Hon ger sin mamma (dativobjekt) en blomma (ackusativobjekt) på mors dag. I språk med dativkasus är det vanligt att kasuset också blir obligatoriskt i vissa prepositionsfraser. 
Ibland används begreppet dativ övergripande om det syntaktiska förhållandet med indirekt objekt, oberoende av hur ett visst språk hanterar det. Termen dativ kan alltså även fungera som syntaxterm, och kan i det avseendet också användas i svensk grammatiklära.
I de flesta språk med många kasus förekommer särskilda dativformer hos substantiv, adjektiv och pronomen; bland annat förekommer detta i tyska, latin, isländska, turkiska, ungerska, litauiska, lettiska, tjeckiska, slovakiska, slovenska, bosniska, kroatiska, serbiska, ryska och sanskrit.

## Instrumental dativ
Det urindoeuropeiska kasuset instrumentalis betecknade ett medel eller instrument som man använde för att åstadkomma något. I många senare indoeuropeiska språk övertog dativ instrumentalis’ funktioner, och instrumentalis försvann i morfologin. Sådana språk är de nordiska fornspråken och forngrekiska.

## Dativ i svenskan
Dativ var det försvunna kasus som stannade längst i svenskan. Språket innehåller fortfarande åtskilliga stelnade uttryck med dativrester; många fler än de uttryck som innehåller ackusativrester.
- Former på -e, som i gå man ur huse, kung av Guds nåde, på sistone, se i syne.
- Former på -i, som i en Gudi behaglig gärning, gudi klagat, gudilov, gudi lärd, gudinog
- Former på -m, som i tvem
- Former på -o, som i allt i allo, famla i blindo, skämt åsido, vara av godo/ondo eller håll till godo, borto, däro, häro, kvaro, medo, sammo, varo (förevaro, närvaro, samvaro, sammanvaro, tillvaro, utevaro, vedervaro).
- Former på -om (singularis), som i i andanom och i sinom tid.
- Former på -om (pluralis), som i vara allom bekant, androm till skräck och varnagel och tusen sinom tusen.
- Former på -u, som i huru (ehuru, hurudan, huruvida).
- Former på -um, som i varg i veum.

Dessutom är dessa ord i modern svenska egentligen gamla dativformer: 
- Adverb som lagom och stundom
- Pronomen som honom, henne, vem och vilken(/vilket/vilka).

För de få svenskar som idag behärskar någon av traditionella dialekter finns dativ ännu som ett levande kasus. Till dem hör bland andra talare av jämtska, vissa dalmål och västerbottniska mål som skelleftemål, umemål och kalixmål. Dativ finns bevarat i fler sådana dialekter än ackusativ.

## Dativ i latin
I latinet bildas dativen med ändelserna -ae, -is, -o, -i, -ibus, -ui, eller -bus. I latinet används dativen inte tillsammans med prepositioner. I dessa fall används istället kasuset ablativ. Dativen används för att markera mottagaren vid sådana ditransitiva verb (sådana verb som har två objekt, jämför "mamma"-exemplet ovan). Det finns även en del verb med bara ett objekt, där detta objekt skall stå i dativ.  

## Dativ i isländska
Dativen i isländska används ungefär på samma sätt som i fornsvenskan. Utöver att beteckna mottagaren (eller "det indirekta objektet") till ditransitiva verb finns ett antal verb och prepositioner som styr dativen.. Detta gäller bland annat många prepositoner som anger befintlighet av olika slag.

## Dativändelser i olika språk
- Fornsvenska: -um, -om, -e, -o
- Litauiska: -ui, -iui, -ai, -ei, -iai, -enui, -eriai; -ams, -iams, -oms, -ėms, -ioms, -ims, -ums
- Ryska: subst. sing. -u (-y, -ю), -e (-e), -i (-и), plur. -am (-aм, -ям), adj. sing -omu/emu (-ому/ему), -oj/ej (-ой/ей), plur. -ym/im (-ым/им)
- Turkiska: -a, -e, -ya, -ye
- Tyska: -em, -em, -er, -en+n i slutet av objekt.
- Ungerska: -nak, -nek
- Bondska: -um m, -n f, -in n